# Kukulcania gertschi
Espèce
Kukulcania gertschi est une espèce d'araignées aranéomorphes de la famille des Filistatidae.

## Distribution
Cette espèce est endémique du Mexique. Elle se rencontre au Chihuahua, au Durango, au Zacatecas, au Coahuila, au Nuevo León et au Tamaulipas.

## Description
Le mâle holotype mesure 4,82 mm et la femelle paratype 11,39 mm.

## Étymologie
Cette espèce est nommée en l'honneur de Willis John Gertsch.

## Publication originale
- Magalhaes & Ramírez, 2019 : The crevice weaver spider genus Kukulcania (Araneae: Filistatidae). Bulletin of the American Museum of Natural History, no 426, p. 1-151 (texte intégral).